# Ellen Nordmark
Ellen Nordmark, född 1998, är en svensk poet.
Nordmark växte upp i Uppsala och Stockholm. Hon har studerat vid Författarskolan i Lund, skrivarlinjen på Skurups folkhögskola och har avlagt en kandidatexamen i ekonomisk historia vid Lunds universitet.
Hon debuterade 2021 med diktsamlingen Cor ne edito / edit / Chili con carne på Modernista förlag. År 2024 kom Epos på samma förlag. Epos hyllades av kritikerkåren.
År 2019 tilldelades hon Lars Gustafsson-stipendiet.